# Spitstongewelf

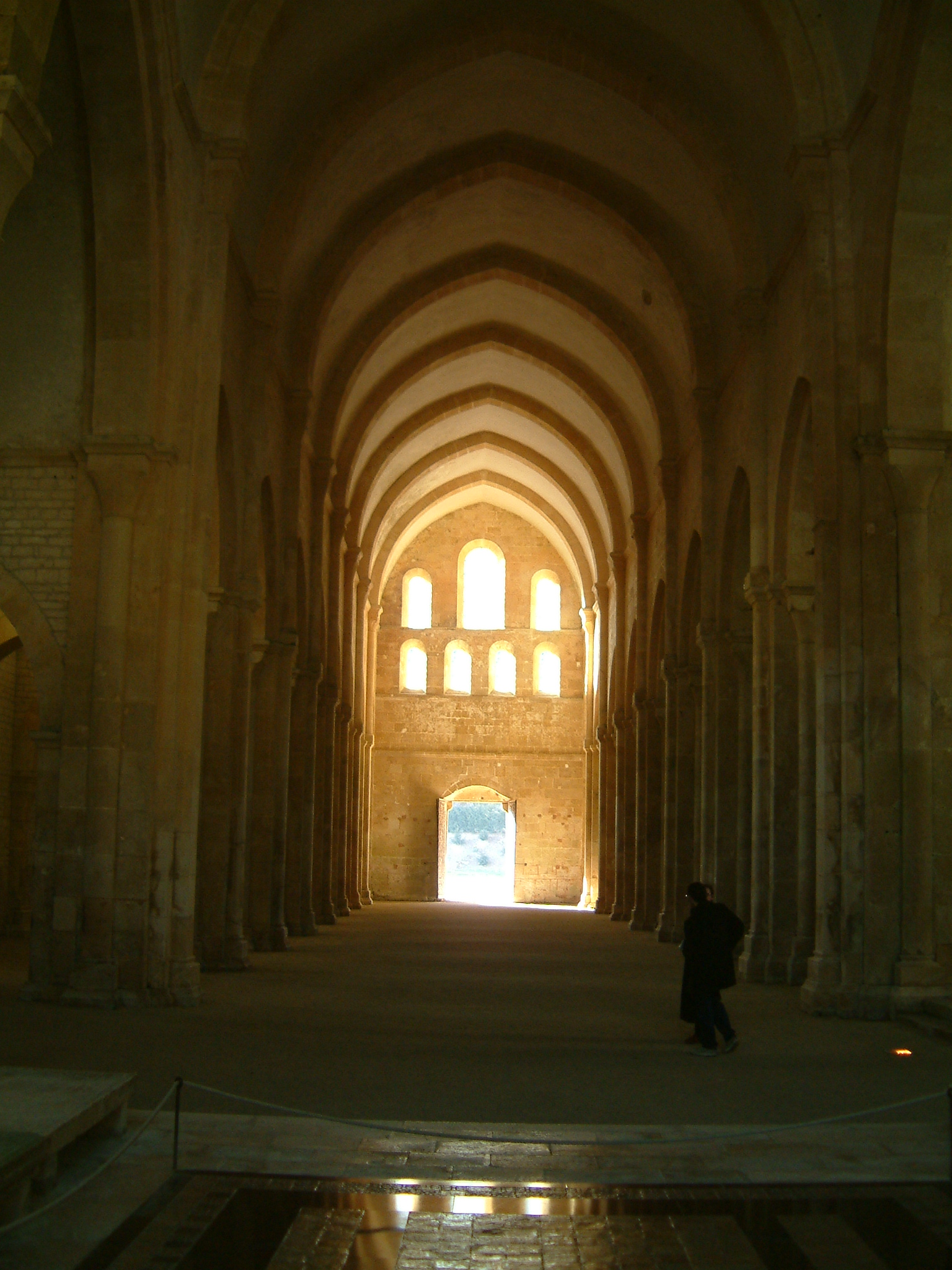
Een spitsboogtongewelf, over de gehele lengte dezelfde langwerpige vorm

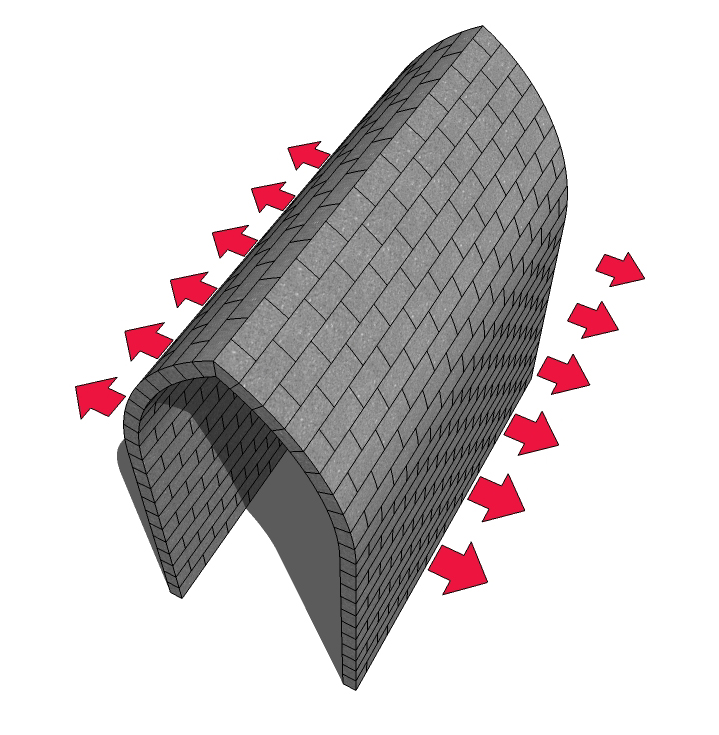
Schematische tekening van een spitstongewelf

Een spitstongewelf of spits tongewelf is een variant op een tongewelf, waarbij het gewelf over de gehele lengte dezelfde vorm heeft waarvan de dwarsdoorsnede bovenaan in het hoogste punt van het gewelf uitloopt in een punt. Dit punt wordt over de gehele lengte van het spitstongewelf de kruin genoemd. Een spitstongewelf heeft dus over de gehele lengte de vorm van een spitsboog. Dit in tegenstelling tot het tongewelf, waarbij de doorsnede over de gehele lengte cirkelvormig is en de vorm heeft van een rondboog. Een spitstongewelf heeft een vergelijkbare vorm
Een spitstongewelf kan tussen twee gewelfvlakken gordelbogen hebben.

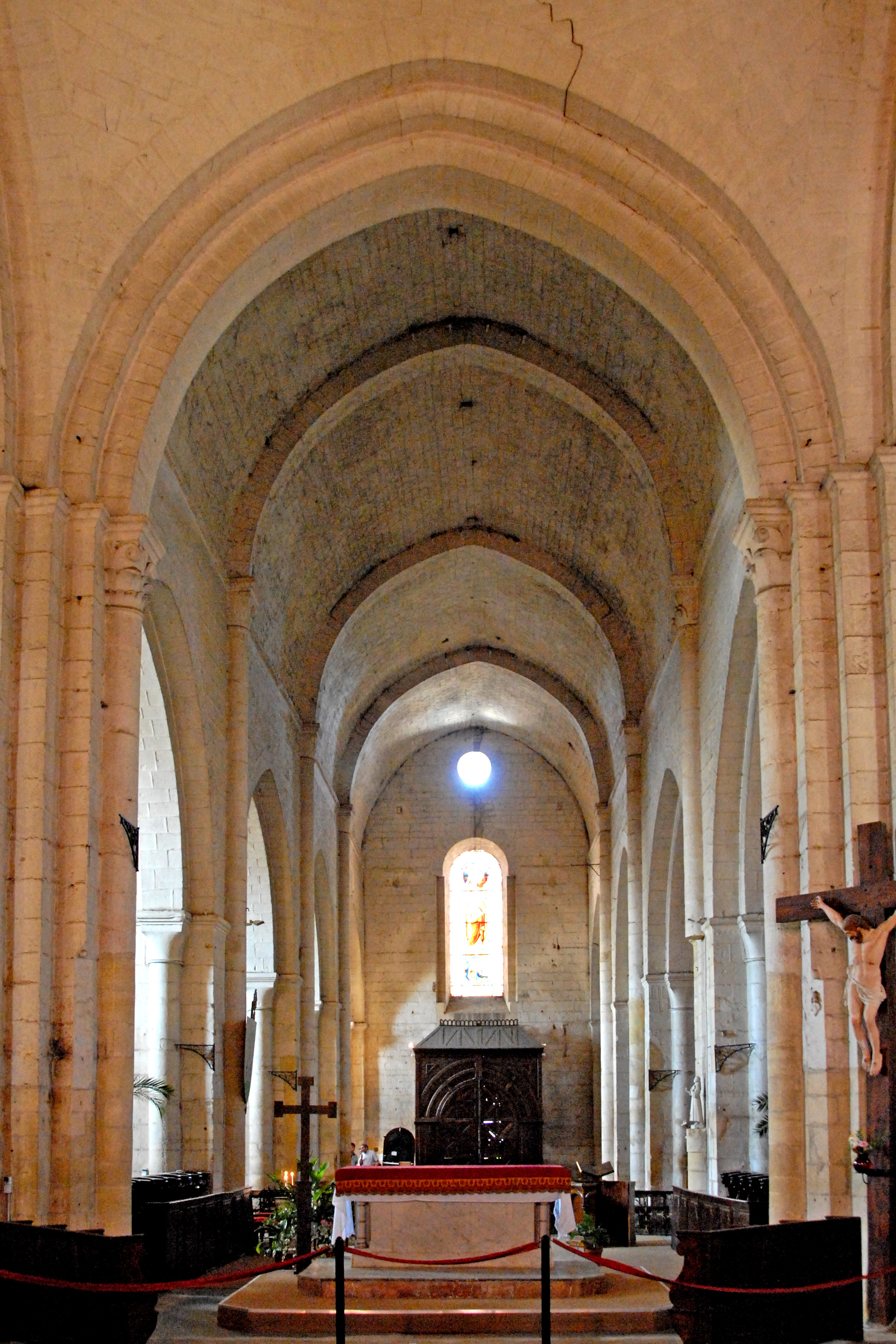
Spitstongewelf met gordelbogen